# Equante

Os elementos básicos da astronomia ptolemaica, mostrando um planeta em um epiciclo com um deferente e um ponto equante.

Equante (ou punctum aequans) é um conceito matemático desenvolvido por Cláudio Ptolemeu no século II para descrever o movimento observado de corpos celestes.
O ponto equante, indicado no diagrama pelo grande • , está localizado para que esteja diretamente oposto à Terra a partir do centro do deferente, indicado pelo 'x'. Um planeta ou o centro de um epiciclo (um círculo menor carregando o planeta) foi concebido para se mover com uma velocidade uniforme com respeito ao equante. Em outras palavras, para um observador hipotético situado no ponto equante, o centro do epiciclo pareceria se mover a uma velocidade regular. Entretanto, o centro/planeta do epiciclo não se moverá uniformemente em seu deferente. O ângulo α entre o eixo sobre o qual o equante e a Terra se situam é uma função do tempo t:
{\displaystyle \alpha (t)=\Omega t-\arcsin \left({\frac {E}{R}}\sin(\Omega t)\right)}
onde Ω é a velocidade angular constante vista do equante que está situado a uma distância E quando o raio do deferente é R.
Este conceito resolveu o problema de relatar o movimento anômalo dos planetas mas era considerado por alguns como comprometedor dos objetivos dos astrônomos antigos, especialmente o movimento circular uniforme. Críticos notórios do equante incluíam o astrônomo persa Naceradim de Tus, que desenvolveu o par-Tusi como uma explicação alternativa,[carece de fontes?] e Nicolau Copérnico. A aversão à equante foi uma importante motivação para Copérnico para construir seu sistema heliocêntrico.